# Bey (Ain)
Bey egy település Franciaországban, Ain megyében. Lakosainak száma 290 fő (2022. január 1.). Bey Cormoranche-sur-Saône, Cruzilles-lès-Mépillat és Garnerans községekkel határos.

## Népesség
A település népességének változása:
| Lakosok száma | 105  | 181  | 221  | 236  | 247  | 271  | 279  | 281  | 291  | 290  |
|               | 1968 | 1982 | 1999 | 2006 | 2011 | 2015 | 2017 | 2018 | 2020 | 2022 |